# الدوري الفنزويلي الممتاز 1963
الدوري الفنزويلي الممتاز 1963 (بالإسبانية: Primera División Venezolana 1963) هو الموسم 43 من الدوري الفنزويلي الممتاز. كان عدد الأندية المشاركة فيه 6، وفاز فيه ديبورتيفو ميراندا.